# Nobuhiro Takeda (1965)
Nobuhiro Takeda (武田 亘弘 Takeda Nobuhiro?,  nacido el 22 de marzo de 1965 en Osaka, Osaka) es un exfutbolista japonés. Jugaba de guardameta y su último club fue el Cerezo Osaka de Japón.

## Trayectoria

### Clubes
| Club         | País  | Año         |
| ------------ | ----- | ----------- |
| Honda        | Japón | 1987 - 1993 |
| Cerezo Osaka | Japón | 1994 - 1997 |